# Aphantorhaphopsis
Aphantorhaphopsis es un género de dípteros de la familia Tachinidae, categorizado en la tribu Siphonini. Fue descrito por Charles Henry Tyler Townsend en 1926.

## Especies
- Siphona alticola (Mesnil, 1953)[5]
- Siphona angustifrons (Malloch, 1930)[6]
- Siphona brunnescens (Villeneuve, 1921)[7]
- Siphona crassulata (Mesnil, 1953)[5]
- Siphona fera Mesnil, 1954
- Siphona laboriosa (Mesnil, 1957)[8]
- Siphona laticornis (Malloch, 1930[6]
- Siphona nigronitens Mesnil, 1954
- Siphona norma (Malloch, 1929)[9]
- Siphona orientalis (Townsend, 1926)
- Siphona perispoliata (Mesnil, 1953)[5]
- Siphona picturata (Mesnil, 1977)[10]
- Siphona pudica Mesnil, 1954
- Siphona samarensis (Villeneuve, 1921)[7]
- Siphona selangor (Malloch, 1930[6]
- Siphona selecta (Pandellé, 1894)[11]
- Siphona siphonoides (Strobl, 1898)[12]
- Siphona speciosa Mesnil, 1954
- Siphona starkei Mesnil, 1952[13]
- Siphona verralli (Wainwright, 1928)[14]
- Siphona xanthosoma Mesnil, 1954